# Agony (videogioco 1992)
Agony è un videogioco di tipo sparatutto a scorrimento orizzontale, sviluppato dalla software house belga Art & Magic e pubblicato nel 1992 dall'inglese Psygnosis per Amiga. L'ambientazione è a sfondo fantasy e surreale e il protagonista è un rapace notturno, per la precisione un barbagianni.

## Trama
Secondo la storia contenuta nel manuale di gioco, il maestro dei "maghi del sole" Acanthopsis riesce a scoprire e a padroneggiare una forza chiamata "Potere Cosmico", pagandone però il prezzo con la sua stessa vita. Prima di morire, tuttavia, riesce a rivelarne l'esistenza ai suoi discepoli, Alestes e Mentor. Il gioco non presenta alcuna introduzione, tuttavia sia il gioco che il manuale descrivono come Alestes sia stato trasformato in un barbagianni per superare le trappole e i mostri di Mentor, allo scopo di raggiungere la fonte del Potere Cosmico.

## Modalità di gioco
Il rapace vola attraverso sei mondi pieni di mostri e utilizza come arma le sue ondate di ecolocalizzazione, con le quali il giocatore può sparare ai nemici. 
Il gioco si caratterizza per la ricca grafica e le musiche di sottofondo. L'azione si svolge su sei livelli, ognuno con un boss finale. Per affrontare le varie difficoltà, lungo il percorso il giocatore trova delle pozioni e delle formule che potenziano i suoi colpi e gli permettono di lanciare degli incantesimi, come ad esempio per congelare i nemici presenti sullo schermo. Tenendo premuto il pulsante di fuoco si accede a un menù di selezione degli incantesimi.

## Sviluppo
Il gioco fa largo uso delle capacità hardware dell'Amiga, come la gestione di tre livelli di scorrimento in parallasse dello sfondo (l'Amiga permette di scorrere due livelli in hardware, mentre Agony fa scorrere 3 piani diversi ricorrendo a un particolare algoritmo), la sfumatura dei colori fatta utilizzando un interrupt raster agganciato al pennello video per cambiare la tavolozza, la modalità grafica Extra Half Brite per avere ben 64 colori contemporaneamente sullo schermo per le immagini statiche mostrate durante il caricamento dei livelli, e le capacità audio per riprodurre la musica campionata.
A differenza di altri giochi dell'epoca, in cui le vicende che portano alla situazione che il giocatore si trova ad affrontare nel videogioco sono narrate nell'introduzione grafica dello stesso, Agony era così ricco di grafiche e musiche che fu deciso, per motivi economici, di distribuirlo usando al massimo tre dischi: fu così tagliata fuori l'introduzione, già realizzata e mostrata in una demo del gioco. La storia si trova perciò nel libretto incluso al gioco.
Il gioco è stato sviluppato dalla Art & Magic, precedentemente nota come Ordilogic Systems e autrice del gioco Unreal (1990), di cui Agony inizialmente avrebbe dovuto essere il seguito. Il codice del gioco è stato scritto da Yves Grolet, mentre la grafica è stata realizzata da Frank Sauer e Marc Albinet.
Sebbene la figura del barbagianni come protagonista del possa apparire legata alla Psygnosis, che aveva appunto questo rapace nel proprio logo, in realtà la scelta di tale figura è stata fatta in maniera indipendente dagli sviluppatori, e tale rapace notturno è stato scelto per il modo aggraziato di volare e perché si adattava molto bene alle atmosfere del gioco.
Il logo del gioco è stato realizzato da Anthony Roberts e Roger Dean.
La grafica per la copertina della scatola di Agony è presa da un'illustrazione del 1987 di Tony Roberts, precedentemente utilizzata come copertina per un altro gioco, ”Adventure A: Planet of Death”, un'avventura testuale per Sinclair ZX Spectrum, Amstrad CPC e Commodore 64 del 1982 (la grafica per la copertina venne utilizzata nelle edizioni successive del gioco).

## Musica
Il tema iniziale del gioco, eseguito al pianoforte e campionato, è stato composto da Tim Wright. Nel gioco tuttavia non è stata inclusa la versione originale del tema, ma bensì una modificata da Frank Sauer. Franck Sauer avvertì Wright di poter ottenere suoni di piano migliorati per il brano e chiese il permesso di cambiarli. Wright fu d'accordo, ma non sentì il risultato finale prima della pubblicazione del gioco. Wright affermò quindi che la musica era "errata", nel senso che una nota era stata suonata ad un'ottava sotto all'originale, ma Sauer diede una versione differente, e cioè che il file del tema era stato spedito con una frequenza di campionamento da lui ritenuta troppo elevata e che lo aveva perciò suonato e ricampionato ad una frequenza diversa. Il problema era che una nota non veniva suonata del tutto perché era stata portata troppo in alto ed era fuori dall'intervallo di frequenze riproducibili dal file campionato: la soluzione fu quella di abbassarla appunto di un'ottava per poter essere nuovamente suonata.
Il tema iniziale è stato anche utilizzato dal gruppo black metal Dimmu Borgir, che lo ha utilizzato per la sua canzone Sorgens Kammer presente nell'album Stormblåst del 1996. I Dimmu Borgir non hanno però accreditato Wright come autore del tema originale per cui, dopo una lunga trattativa, la canzone è stata tolta dalla riedizione del 2005 dell'album.
Il tema finale è stato composto da Robert Ling e Martin Wall, le musiche del gioco da Jeroen Tel, e le musiche delle schermate di caricamento da Robert Ling, Martin Wall, Matthew Simmonds, Martin Iveson e Allister Brimble. Brimble è accreditato di un tema, anche se poi non è stato incluso nella versione finale del gioco.